# Türkmenisztán hívójelkörzetei
Türkmenisztán hívójelkörzetei követik a vilajetek határvonalait, egy vilajet egy hívójelkörzetbe van besorolva.
Türkmenisztán számára az ITU az EZ hívójelprefixeket osztotta ki.
A Szovjetunió fenhatósága alatt 1992-ig használták még az RH, UH hívójelprefixeket.

## Türkmenisztán hívójelkörzetei[1][2][3]
| Prefix | Körzet | Suffix[1] | Hely/jelleg                                        |
| ------ | ------ | --------- | -------------------------------------------------- |
| EZ     | 0      | *         | Ideiglenes hívójelekhez külföldi látogatók számára |
| EZ     | [1..2] | *         | Fenntartott                                        |
| EZ     | 3      | *         | Ahal tartomány                                     |
| EZ     | 3      | *         | Aşgabat                                            |
| EZ     | 4      | *         | Balkan tartomány                                   |
| EZ     | 5      | *         | Mary tartomány                                     |
| EZ     | 6      | *         | Daşoguz tartomány                                  |
| EZ     | 7      | *         | Lebap tartomány                                    |
| EZ     | 8      | *         | Aşgabat                                            |
| EZ     | 9      | *         | Fenntartott                                        |
| EZ     | [0..9] | [U..V]    | Klubállomások                                      |

## Lajstromjel
Vízi és légi járművek lajstromjelezéséhez az EZ prefixet használják.